# 87
El año 87 (LXXXVII) fue un año común comenzado en lunes del calendario juliano, en vigor en aquella fecha.
En el Imperio romano, era conocido como el Año del consulado de Augusto y Saturnino (o menos frecuentemente, año 840 Ab urbe condita). La denominación 87 para este año ha sido usado desde principios del período medieval, cuando el Anno Domini se convirtió en el método prevalente en Europa para nombrar a los años.

## Acontecimientos
- Decébalo se convierte en rey de Dacia.
- Domiciano y Lucio Volusio Saturnino ejercen el consulado en Roma.

## Nacimientos
- Potino, religioso cristiano (fecha probable).